# Тополница (област Благоевград)
Вижте пояснителната страница за други значения на Тополница.
Топо̀лница е село в Югозападна България. То се намира в община Петрич, област Благоевград.

## География
Селото се намира в Санданско-Петричката котловина на десния бряг на река Струма в североизточните поли на Беласица. Разположено е на 12 километра източно от общинския център Петрич. Климатът е преходносредиземноморски със зимен максимум и летен минимум на валежите. Средната годишна валежна сума е около 500 милиметра. Почвите са излужени канелени горски, алувиално-ливадни и делувиални.

## История
На около 2 километра южно от селото в местността Кременица (в района на гранична пирамида № 63) от двете страни на българо-гръцка граница е разкрито къснонеолитното селище Промахон-Тополница.
На днешното си място селото е основано в 1913 година, когато жителите на старото село Тополница, останало по силата на Букурещкия договор на гръцка територия го напускат и се заселват на около 1 километър от него на българска територия и основават Нова Тополница. През октомври 1925 година по време на гръцко-българския граничен конфликт, известен като Петрички инцидент, селото е окупирано и опожарено от гръцката армия. Жителите му се установяват временно в околните села. Днешното село се оформя през 1930 – 1932 година, когато са построени 84 къщи от типа шаронки. През 1966 година селото е прекръстено на Тополница.

## Население
Преброяване на населението през 2011 г.
Численост и дял на етническите групи според преброяването на населението през 2011 г.:
|                     | Численост |
| Общо                | 760       |
| Българи             | 685       |
| Турци               | -         |
| Цигани              | -         |
| Други               | -         |
| Не се самоопределят | -         |
| Неотговорили        | 74        |

## Културни и природни забележителности
В селото има паметник на загиналите през 1925 година при гръцкото нашествие.

## Редовни събития
- Традиционният събор на селото и храмов празник на местната църква се провежда ежегодно на 15 август – Успение Богородично.

## Личности
- Елена Узунова (р. 1992), българска лекоатлетка, параолимпийка, световна рекордьорка по хвърляне на копие за хора с увреден слух (2015 г.)[7]
- Илия Луков (р. 1974), български народен певец
- Йордан Мантарлиев (р. 1979), български историк